# Хирита
Хирита (Chirita) — великий рід рослин родини геснерієвих (Gesneriaceae), поширений у Старому Світі. За сучасною класифікацією містить близько 150 видів, з яких близько 100 є ендеміками Китаю. Більшість видів мають яскраві квітки та широко вирощуються як кімнатні рослини, подібно до споріднених родів африканська фіалка (Saintpaulia) і петрокосмея (Petrocosmea).